# 仁村有志
仁村 有志（にむら ゆうじ）はイラストレーター・原画家・同人作家である。
主に美少女ゲームの原画とライトノベルの挿絵を担当している。アダルトゲームブランドのALcotの作品を多く手がけている。
ペンネームの由来は、「仁村」がゲームのキャラクターからで、「有志」は牛を自画像によく使っているので、「牛→うし→有志(u shi)」という連想から。

## 経歴
高校生になるまではほとんどアニメ・漫画に触れずにいたが、ゲームだけは子供の頃からやっていた。絵を描き始めたのは高校生からである。一度はプログラマ・SEとして就職をしたが、ネットにイラストをアップしているうちに同人活動・商業活動に自然と移行していった。2001年の月陽炎にて商業作品での原画家デビューを果たした。

## 作風
絵を描き始めた頃は伊東岳彦の絵の模写を繰り返し行っていた。他に魔夜峰央のギャグセンスに注目している。
絵を描くときのこだわりとして、「微妙」と思われないような表情にすることに気をつけている。このためには、構図から描き直すこともある。女の子らしい仕草にもこだわっており、力を入れ過ぎてスランプに陥ることもある。

## 作品リスト

### アダルトゲーム

#### すたじおみりす
- 2001年10月19日 月陽炎（原画）

#### ALcot
- 2003年11月28日 Clover Heart's（原画）[3]
- 2005年 1月14日 TOYつめちゃいましたっ (Clover Heart's append disc)（原画）[4]
- 2006年 4月28日 Triptych（原画）[5]
- 2007年12月14日 FairChild -フェアチャイルド-（原画）[6]
- 2008年10月24日 ENGAGE LINKS（原画）[7]
- 2009年10月30日 幼なじみは大統領 My girlfriend is the PRESIDENT.（原画）[8]
- 2010年 8月13日 幼なじみは大統領 My girlfriend is the PRESIDENT. ファンディスク（原画）[9]
- 2011年 3月31日 鬼ごっこ!（原画）[1]
- 2011年 9月30日 鬼ごっこ!ファンディスク（原画）[9]
- 2012年 8月31日 中の人などいない! トーキョー・ヒーロー・プロジェクト（原画）[10]
- 2014年 3月28日 Clover Day's（原画）[11]
- 2015年 6月26日 LOVEREC.（原画）[12]
- 2016年 1月29日 LOVEREC. －ミニシアターズ－（原画）[13]

### 一般ゲーム
- 2004年8月26日 Clover Heart's ～looking for happiness～
- 2013年6月27日 鬼ごっこ! Portable

### 小説

#### ライトノベル
- 『盟約のリヴァイアサン』シリーズ[14]
- 『不本意だけどハーレムです。ただしネットに限る』シリーズ[15]
- 『精霊使いの剣舞』シリーズ（第14巻から）[16]

#### ジュブナイルポルノ
- 2002年3月 月陽炎（パラダイムノベルス 146） ISBN 978-4894901469[17]
- 2010年8月 上等！　生徒会長サマの花道 ISBN 978-4829659410[17]
- 2011年6月 鬼ごっこ!（パラダイムノベルス 508） ISBN 978-4894902084[17]

#### ビジュアルファンブック
- 2004年 Clover Heart's ビジュアルファンブック ISBN 4757717784
- 2006年 Triptych ビジュアルファンブック ISBN 4773003235
- 2008年 FairChild ビジュアルファンブック ISBN 9784758011051
- 2013年 中の人などいない! トーキョー・ヒーロー・プロジェクト ビジュアルファンブック ISBN 978-4863791756
- 2014年 Clover Day's アートワークス ISBN 9784864366588[18]